# ニューステラス関西
ニューステラス関西（ニューステラスかんさい）は、NHK大阪放送局が原則として大阪府向けに放送していた夕方のローカルニュース（地域情報番組）である。

## 概要
2008年3月31日、『かんさいニュース1番』に代わってスタート。番組開始に合わせ、大阪局のニュースセンターが全面改装され、大阪局の夕方のローカルニュースとしては初めて、全編立って伝えるスタイルになったが、2010年3月29日より、スタジオの小規模改装に伴い、着席して伝えるスタイルに変更された。
関西2府4県は近年各府県別にニュース番組を放送しており、当番組も表向きは大阪府を対象としたニュース番組であるが、地域性などを考慮して内容は基本的に関西2府4県向けとなっており、関西のその日1日の出来事をより深く・詳しく伝えていく。また季節の話題や大阪府内各地からの中継、日替わりの特集、スポーツニュース、気象情報を織り込む。
なお、重大ニュース発生時は18:11に関西1府4県の各局が飛び乗り放送されることがある。このような場合に放送する際は初期の頃は関西のローカルニュースで用いる汎用のテロップを使用していたが、2014年現在は「KANSAI FOCUS & KANSAI SPORTS」で使うNTのロゴを省略したテロップをしている。
2010年度より、番組で放送したニュースや特集の一部を、番組の公式サイト上で動画配信するサービスを開始した。ローカルニュースの動画配信は、在阪局の中では後発組となるが、特集まで配信を行うのは読売テレビに続いて2例目である。
2012年度の番組改定で、番組開始以来メインキャスターを務めてきた真下貴が降板し、東京へ戻った。代わって『正午のニュース』などを担当した横尾泰輔が、東京アナウンス室から異動し2代目メインキャスターとなり、大阪局の夕方のローカルニュースでは『ニュースパーク関西』の鎌田靖以来13年ぶりに関西出身でないメインキャスターとなった。また、18:40 - 18:52の時間帯に限り「KANSAI FOCUS & KANSAI SPORTS」というコーナー名で関西2府4県・6放送局同時放送となり、関西のニュースとスポーツを放送する。

## 放送時間
- 平日 18:10 - 18:59

週末や祝日・年末年始は『関西のニュース・気象情報』を放送し、「全国気象情報」は東京発信となる。
平日でも18時台の総合テレビが全国的に特別編成となった場合、『関西のニュース・気象情報』になることがある。

### 主なコーナー
- 関西のニュース
- 特集
- 18:30頃　大阪の気象情報
- ハロー!スクール（火曜日）
- カメラマンリポート（水曜日）
- 技ここにあり！関西ものづくり（金曜日）
- 18:40　KANSAI FOCUS & KANSAI SPORTS
- さわこの気象情報

随時、関西ブロックの特集やリポートが放送される。

## 出演者
| 出演者                                                                           | 年度        | 担当                                 | 備考                                   |
| -------------------------------------------------------------------------------- | ----------- | ------------------------------------ | -------------------------------------- |
| 森田洋平                                                                         | 2014        | メインキャスター、代理メイン（2013） | NHKアナウンサー                        |
| 田中泉                                                                           | 2013 - 2014 | サブキャスター                       | NHKアナウンサー（当時）                |
| 中山奈奈恵                                                                       | 2012 - 2014 | スポーツ                             | 前京都局契約キャスター                 |
| 中山奈奈恵                                                                       | 2010 - 2011 | リポーター                           | 前京都局契約キャスター                 |
| 石田鮎美                                                                         | 2013 - 2014 | リポーター、代理サブキャスター       | 前松山局契約キャスター                 |
| 眞田佳織                                                                         | 2014        | リポーター                           | 前広島局契約キャスター                 |
| 坂下恵理                                                                         | 2014        | 気象情報                             | ウイングの気象予報士                   |
| 廣瀬智美                                                                         | 2008        | スポーツ                             | NHKアナウンサー                        |
| 毛利千亜樹                                                                       | 2008        | リポーター                           | 前熊本局、翌山口局契約キャスター       |
| 水越祐一                                                                         | 2008        | 気象情報                             |                                        |
| 川谷伊代                                                                         | 2008 - 2009 | サブキャスター                       |                                        |
| 市川まゆ                                                                         | 2008 - 2009 | リポーター                           | 昭和プロダクションのフリーアナウンサー |
| 村田絵里                                                                         | 2009 - 2010 | リポーター、代理サブキャスター       | 前大津局契約キャスター                 |
| 真下貴                                                                           | 2008 - 2011 | メインキャスター                     | NHKアナウンサー                        |
| 根岸昌史                                                                         | 2009 - 2011 | スポーツ、代理メインキャスター       | NHKアナウンサー                        |
| 松葉沙矢佳                                                                       | 2010 - 2012 | サブキャスター                       | 大阪局契約キャスター                   |
| 中嶋梓                                                                           | 2011 - 2012 | リポーター、代理サブキャスター       | 前神戸局契約キャスター                 |
| 横尾泰輔                                                                         | 2012 - 2013 | メインキャスター                     | NHKアナウンサー                        |
| 青柳万美                                                                         | 2012 - 2013 | リポーター                           | 前高松局契約キャスター                 |
| 岡本佐和子                                                                       | 2009 - 2013 | 気象情報                             | 日本気象協会の気象予報士               |
| 他にニュースリーダーとして、大阪放送局のアナウンサーがローテーションで出演する。 |             |                                      |                                        |

|          | メイン   | サブ       | スポーツ   | リポーター | リポーター | 気象情報   |
| -------- | -------- | ---------- | ---------- | ---------- | ---------- | ---------- |
| 2008年度 | 真下貴   | 川谷伊代   | 廣瀬智美   | 毛利千亜樹 | 市川まゆ   | 水越祐一   |
| 2009年度 | 真下貴   | 川谷伊代   | 根岸昌史   | 村田絵里   | 市川まゆ   | 岡本佐和子 |
| 2010年度 | 真下貴   | 松葉沙矢佳 | 根岸昌史   | 村田絵里   | 中山奈奈恵 | 岡本佐和子 |
| 2011年度 | 真下貴   | 松葉沙矢佳 | 根岸昌史   | 中嶋梓     | 中山奈奈恵 | 岡本佐和子 |
| 2012年度 | 横尾泰輔 | 松葉沙矢佳 | 中山奈奈恵 | 中嶋梓     | 青柳万美   | 岡本佐和子 |
| 2013年度 | 横尾泰輔 | 田中泉     | 中山奈奈恵 | 石田鮎美   | 青柳万美   | 岡本佐和子 |
| 2014年度 | 森田洋平 | 田中泉     | 中山奈奈恵 | 石田鮎美   | 眞田佳織   | 坂下恵理   |

1. 1 2 3 4  ローテーションで『NHKニュース (正午)』（関西ローカル枠）と『関西845』を担当する。真下は正午ニュースのみ。また、横尾は14時台の全国放送番組『お元気ですか 日本列島』→『情報まるごと』が大阪からの放送となった日に当番組と掛け持ちでキャスターを務めていた。
2. 1 2 3 4 5 6 7 8  『情報まるごと』（2012年度までは『お元気ですか日本列島』）の「各地のニュース・関西」を兼任。
3. ↑  『あほやねん!すきやねん!』内の気象情報を兼任。
4. ↑  15:07-15:12および17:05-17:10（2009年度までは『あほやねん!すきやねん!』に内包）のローカルニュース（2013年3月までは「関西845」も）担当する。

## 使用曲
- 2008・2009年度「曲名不明」　作曲：麻吉文　当番組のために製作。（NHK大阪にメールで問い合わせ）
- 2010年度以降「曲名不明」

オープニング映像は2010年度は前年度までのものと大差がないものであったが、2011年度は数本の曲線が現れ、その後タイトルロゴが出現するというものになっている。

## 備考
- 番組内では、真下や松葉がニュース間のフリートーク等で、積極的に関西弁を使用していた。
- 番組が放送される日は、概ね12時43分30秒から30秒間、真下が大阪府向けにその日の番組予告を行う。ただし『正午のニュース』が拡大した時は休止する。
- 毎年、御用納めの日の放送は、『ニューステラス関西』としては休止となり、関西の1年間のニュースを振り返る特別番組が放送される。毎年放送時間やネット状況が異なる。
  - 2008年は、12月26日の17:05 - 19:00に『2008 かんさいこの1年』と題して放送。17時台は関西2府4県向け、18時台は各局別放送となった。
  - 2009年は、12月28日の17:30 - 19:00に『変化 そして未来へ〜関西 2009〜』と題して放送。この年は、大津・奈良の両局が本番組を全編放送したのに対し、神戸・京都・和歌山の各局は本番組を放送せず、各局別の年末特番に差し替えた[注釈 4]。
  - 2010年は、12月28日の17:30 - 19:00に『ニューステラス関西 2010年末スペシャル』と題して放送。初めて名実共に当番組の拡大版という形をとった。この年は大津局のみ本番組を全編放送し、それ以外の局は各局別の年末特番や再放送枠に差し替えた[注釈 5]。
  - 2011年は、12月28日の17:05 - 19:00に『2011 かんさいこの1年〜再生〜』と題して放送。この年は神戸局のみ独自の再放送や年末特番に差し替え、それ以外の局は本番組を全編放送した。
  - 2012年は、12月28日の17:05 - 19:00に『2012 文枝が語る 関西この1年』と題して放送。ゲストに六代目 桂文枝、武田鉄矢（連続テレビ小説「純と愛」出演者）などを迎えた。17時台・18時台とも関西2府4県向けに全編放送された。
- 放送日が、阪神・淡路大震災発生日の1月17日に当たる場合[注釈 6]は、関連のニュースを18:10 - 18:43頃に神戸局と同時放送する[注釈 7]。この際、メインキャスターは神戸局に出向き、同局1階のオープンスタジオ「トアステーション」から、『ニュースKOBE発』担当の神戸局キャスター[注釈 8]と共に番組を進行。大阪のスタジオにはその他の出演者[注釈 9]が残り、その他のニュース等を伝える。
  - 2013年は、『備えるために伝えたい 阪神・淡路大震災から18年』と題し、18:10.30 - 18:47[注釈 10] を関西2府4県向け放送とした。
- そのほか、NHK大阪放送局の児童福祉キャンペーン「子供を守れ!キャンペーン」に関係したテーマを放送することもある。
- 2008年4月25日は、JR福知山線脱線事故発生から3年の関連ニュースを18:10-18:40に関西2府4県向けに放送し、当番組は18:40 - 18:59の短縮放送となった。なおこの日は真下・廣瀬が進行を務めた。
- 2008年8月8日は『関西発・北京で輝け!』と題し、北京オリンピックの事前番組を、当番組枠で関西2府4県向けに放送した。進行は真下と廣瀬、ゲストとしてシンクロスイマーの武田美保が出演した。この日のニュースは『関西のニュース・気象情報』扱いとして、18:46 - 18:52に西堀裕美が担当した。またその前後の6日と7日と11日から22日は、北京オリンピック中継の為番組が全面休止された。
- 2009年8月18日は『特集・2009衆院選公示』と題し、同日に公示された第45回衆議院議員総選挙に関するニュースを、18:10 - 18:49頃に関西2府4県向けに放送し、当番組は休止した。代替の『関西のニュース・気象情報』は18:49頃 - 19:00に放送され、真下と岡本が出演した。
- 2010年2月15日から26日は、『バンクーバーオリンピック・ベストセレクション』を放送したため全面休止され、代替の『関西のニュース・気象情報』は18:40-18:59の放送となった。
- 2010年7月12日から23日は、大相撲名古屋場所の生中継中止に伴い[注釈 11]、18:30 - 18:52の時間帯に『大相撲・幕内の全取組』を放送した為、番組が途中で分断される形となったが、内容はほぼ通常通りとなった。なお、根岸はこの期間中出演をせず[注釈 12]、スポーツニュースは真下・松葉が伝えた。
- 2011年3月11日から4月1日は東日本大震災のニュースのため休止した[注釈 13]。この休止期間中、真下は東京へ応援要員として出向いていた。その後、2011年4月4日から放送を再開、6月10日まで18:30開始の短縮放送となった。
- 2011年9月1日には、午後の報道情報番組『震災に負けない お元気ですか日本列島』が大阪放送局のニューススタジオからの生放送[注釈 14]で行われ、当番組の真下が参加して首都直下型地震などの大規模災害によって万が一東京・放送センターからの放送の送り出しが出来なくなった場合に、大阪局がバックアップする体制についての取り組みを伝えた。
- 2011年12月19日は『橋下市長始動』と題した、橋下徹第19代大阪市長の就任初日のニュースを、18:10 - 18:30に関西2府4県向けに放送し、当番組は18:30-18:59の短縮放送となった。
- 横尾がキャスターに就任してからは、毎年夏季にクール・ビズスタイルを採用している。
  - 2012年は、7月6日から9月28日までの毎週金曜日に実施。
  - 2013年は、6月24日から全ての放送日に実施。なお、同日の正午のニュース以降、大阪局の全てのローカルニュースでもクール・ビズを採用している。
- 2012年7月30日から8月10日は、ロンドンオリンピック中継のため全面休止された。
- 2012年12月4日は『2012衆院選公示』と題し、同日に公示された第46回衆議院議員総選挙に関するニュースを、当番組枠で関西2府4県向けに放送した。
- 2013年1月4日は『2013かんさい始動』と題し、年明けの関西各地のニュースを、当番組枠で関西2府4県向けに放送した。『ニューステラス関西』のタイトルこそ使用していないが、内容は通常時の放送とさほど変わらず、テーマ曲やタイトルロゴ、字幕のデザインは当番組のものをベースにしたものが使われた[注釈 15]。但し、この日は岡本は出演せず、気象情報は森田洋平[注釈 16]による読み上げのみだった。また、この日は『関西845』も、関西2府4県向けに放送された。
- 2013年4月からは東京以外のNHK放送局の地域番組では初となるリアルタイム字幕放送を実施している（『関西845』でも実施）。